# 內姆亞奇
49°56′4″N 25°22′23″E / 49.93444°N 25.37306°E
內姆亞奇（羅馬化：Nemiach）是烏克蘭西部的村莊，隸屬利維夫州的佐洛奇夫區。該村始建於600年，面積1.83平方公里，海拔高度364米，2001年人口565，人口密度每平方公里308.24人。